# Cuthonella
Cuthonella Bergh, 1884 è un genere di molluschi nudibranchi, unico genere della famiglia Cuthonellidae M.C. Miller, 1977.

## Tassonomia
Il genere comprende le seguenti specie:
- Cuthonella abyssicola Bergh, 1884 - specie tipo
- Cuthonella berghi Friele, 1903
- Cuthonella cocoachroma (G. C. Williams & Gosliner, 1979)
- Cuthonella concinna (Alder & Hancock, 1843)
- Cuthonella elenae Martynov, 2000
- Cuthonella elioti (Odhner, 1944)
- Cuthonella ferruginea Friele, 1903
- Cuthonella hiemalis (Roginskaya, 1987)
- Cuthonella modesta Eliot, 1907
- Cuthonella norvegica Odhner, 1929
- Cuthonella osyoro (Baba, 1940)
- Cuthonella punicea (Millen, 1986)
- Cuthonella soboli Martynov, 1992

### Binomi posti in sinonimia
- Cuthonella antarctica Eliot, 1907 = Cuthonella elioti (Odhner, 1944)
- Cuthonella paradoxa Eliot, 1907 = Guyvalvoria paradoxa (Eliot, 1907)